# Ансберг, Александр Янович
Александр Янович Ансберг (27 февраля 1909 — 1975, Таллин, Эстонская ССР, СССР) — советский эстонский государственный деятель, и.о. председателя Президиума Верховного Совета Эстонской ССР (1970).

## Биография
- 1950—1952 гг. — заместитель председателя Совета Министров Эстонской ССР,
- 1952—1953 гг. — председатель исполнительного комитета Таллинского областного Совета,
- 1953—1963 гг. — министр культуры Эстонской ССР,
- с 1963 г. — заместитель председателя Президиума Верховного Совета Эстонской ССР,
- 1970 г. — и. о. председателя Президиума Верховного Совета Эстонской ССР.

## Награды и звания
Награждён орденом Ленина (1950).